# Myripristis jacobus

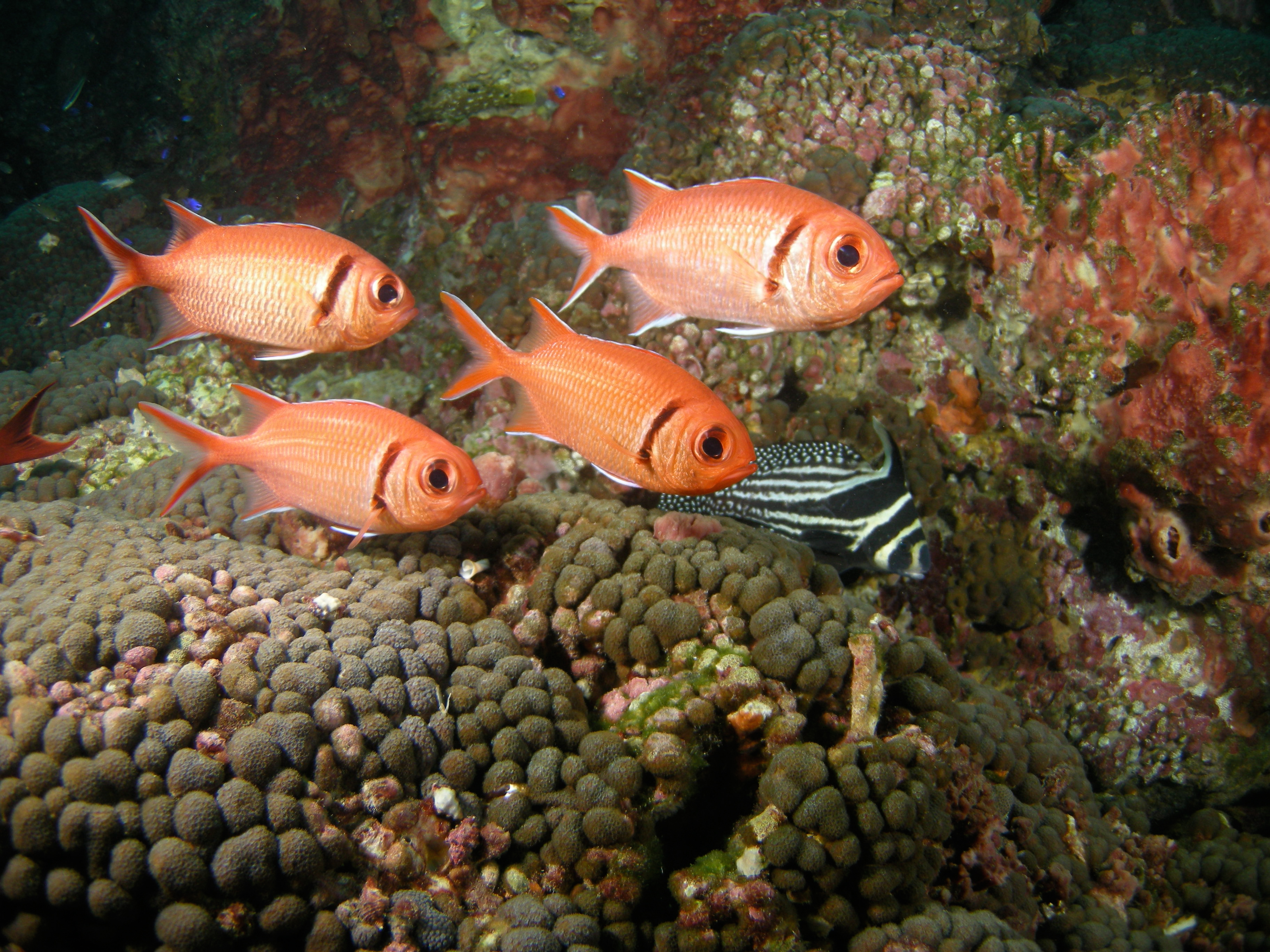
Banco di M. jacobus

Myripristis jacobus (Cuvier, 1829) è un pesce osseo marino appartenente alla famiglia Holocentridae.

## Distribuzione e habitat
M. jacobus è l'unica specie di Myripristis diffusa nell'oceano Atlantico. Il suo areale copre le aree tropicali e (in parte) subtropicali di questo oceano ma è molto più comune nella parte occidentale. Lungo le coste americane la distribuzione va dalla Carolina del Nord a Rio de Janeiro in Brasile comprendendo il golfo del Messico, l'intero mar dei Caraibi, le Bermuda e le Bahamas. Nel settore orientale dell'Atlantico è presente ma raro lungo le coste continentali africane del golfo di Guinea mentre è assai più frequente in numerose isole oceaniche come le Canarie, Sant'Elena, Ascensione, Capo Verde, Annobón e São Tomé e Príncipe.
Si trova prevalentemente nelle barriere coralline ma anche su fondali rocciosi, a volte piuttosto profondi. Tipicamente si incontra in anfratti e grotte durante le ore diurne. Colonizza rapidamente i reef artificiali.
La distribuzione batimetrica va da 0 a 210 metri ma la massima presenza si ha da 2 a 35 metri.

## Descrizione
Come tutti i Myripristis M. jacobus ha corpo robusto, alto e compresso lateralmente, occhi molto grandi e bocca ampia con inserzione obliqua. Le scaglie sono grandi e sono presenti anche sulle porzioni a raggi molli della pinna dorsale e della pinna anale. Il colore è rosso più o meno vivo, che diventa rosato o argenteo nella regione ventrale. Una barra subverticale bruno scuro o nera borda l'opercolo branchiale fino a giungere all'altezza delle pinne pettorali. La parte spinosa della pinna dorsale presenta bande alternate bianche e rosso vivo, la punta dei raggi spiniformi è bianca. Le pinne anale, caudale e la parte molle della dorsale hanno i raggi esterni bianchi; le stesse pinne hanno i lobi appuntiti.
Misura intorno ai 20 cm, con un massimo di 25 cm.

## Biologia

### Comportamento
Notturno, passa il giorno in anfratti e grotte coralline dove talvolta nuota al contrario con il ventre in alto. Si può incontrare solitario o in gruppetti.

### Alimentazione
Si nutre di zooplancton, soprattutto larve di crostacei come gamberi, granchi e stomatopodi.

### Riproduzione
Oviparo. Uova e larve sono pelagiche. La fase larvale pelagica dura tra 40 e 58 giorni.

### Predatori
Sono segnalati casi di predazione da parte di Aulostomus maculatus, Caranx latus ed Epinephelus striatus.

## Pesca
Viene catturato perlopiù come bycatch durante la pesca con le nasse ma non ha un grande valore economico o alimentare. Si trova sul mercato dei pesci d'acquario.

## Conservazione
M. jacobus è una specie comune nell'areale, soggetta a uno sforzo di pesca minimo e non minacciata da altre attività umane. Per questo la lista rossa IUCN la classifica come "a rischio minimo".